# Canaries de Sioux Falls
Les Canaries de Sioux Falls (Sioux Falls Canaries en anglais) sont une équipe de baseball professionnelle basée à Sioux Falls, dans le Dakota du Sud, aux États-Unis. Elle est membre de la division Nord de l'Association américaine de baseball, qui n'est pas affiliée à la Ligue majeure de baseball.